# Peerapat Pongsan
Peerapat Pongsan (* 9. Juli 1990) ist ein thailändischer Fußballspieler.

## Karriere
Peerapat Pongsan stand bis Ende 2013 beim Pattaya United FC unter Vertrag. Wo er vorher gespielt hat, ist unbekannt. Der Verein aus Pattaya spielte in der höchsten thailändischen Liga, der Thai Premier League. Ende 2013 musste er mit den Dolphins in die zweite Liga absteigen. Für den Klub bestritt er mindestens fünf Erstligaspiele. Anfang 2014 unterschrieb er einen Vertrag beim Nongbua Pitchaya FC. Mit dem Verein aus Nong Bua Lamphu spielte er in der dritten Liga, der damaligen Regional League Division 2. Bis 2015 spielte er mit dem Klub in der North/Eastern Region. 2016 wechselte der Verein in die Northern Region. Ende 2016 wurde er mit dem Verein Meister und stieg in die zweite Liga auf. Nach dem Aufstieg verließ er Nongbua. Wo er seit 2017 unter Vertrag stand, ist unbekannt.

## Erfolge
Nongbua Pitchaya FC
- Regional League Division 2 – North: 2016  ▲